# Ķekava
Ķekava er officielt den største landsby med omtrent 5.747 indbyggere (2015) i det centrale Letland, og det administrative centrum for Ķekavas novads og Ķekavas pagasts. Ķekava ligger kun 17 kilometer fra hovedstaden Rigas centrum og otte kilometer fra den nærmeste by Baloži. Ifølge indbyggertallet er Ķekava den største landsby i Letland, omkring halvdelen af de lettiske byer har et indbyggertal der er lavere.
Ķekava Slot med vandmølle nævnes første gang i dokumenter, der kan dateres til 1435. Efter Livlands deling hørte landsbyen under Hertugdømmet Kurland og Semgallen, dernæst Guvernement Kurland, som var en del af Det Russiske Kejserrige. I slutningen af det 18. århundrede opførtes den lutherske kirke, som i dag befinder sig i landsbyens centrum.